# 自催化反应
自催化是指一個化學反應所生成之產物為該反應之催化劑。
若一組化學反應中一部分反應的產物足以催化其他反應，使得整組化學反應可自我供應能量和『食物分子』，則此組反應可稱作集體自催化（collectively autocatalytic）（參見autocatalytic set）

## 自催化反應速率方程
二級自催化反應速率方程
{\displaystyle A+B\rightarrow \;2B} 是 {\displaystyle \ v=k[A][B]}
A和B的濃度隨時間依據下式變化
{\displaystyle [A]={\frac {[A]_{0}+[B]_{0}}{1+{\frac {[B]_{0}}{[A]_{0}}}e^{([A]_{0}+[B]_{0})kt}}}} 與{\displaystyle [B]={\frac {[A]_{0}+[B]_{0}}{1+{\frac {[A]_{0}}{[B]_{0}}}e^{-([A]_{0}+[B]_{0})kt}}}}

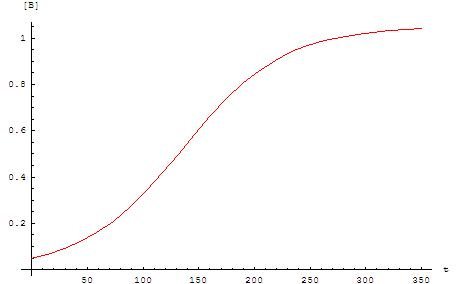
自催化反應中產物濃度的雙彎曲函數變化

典型的自催化反應等式圖形是雙彎曲函數：反應起初進行地很慢，因為幾乎沒有催化劑存在。反應速率隨著反應進行使催化劑量增加而加快，之後隨著濃度減少而減慢。若實驗的反應物或產物濃度遵守雙彎曲曲線，則此反應可能是自催化。
例如：
5 C2O42－(aq) + 2 MnO4－(aq)+16 H+(aq) →10 CO2(g) + 2 Mn2+(aq)+ 8 H2O(l)
其反應式右側的生成物Mn2+為該反應的催化劑，反應會隨著Mn2+濃度的增加，逐漸加快。

## 自然發生假說
1995年，斯图亚特·考夫曼提出生命最初起源形式是自催化化學網狀系統。
英國動物行為學家理察·道金斯在他2004年著作《祖先的故事》寫道自催化是無生源論的可能解釋。書中引用朱利叶斯·里贝克與同事在加州斯克里普斯研究所完成的實驗。該實驗中他們以自催化氨基腺苷三酸酯（autocatalyst amino adenosine triacid ester （AATE））合成氨基腺苷（amino adenosine）與五氟苯酯（pentafluorophenyl ester），其中一個來自實驗的系統包含了多種能自行催化自身合成的AATE。此實驗證明了自催化可能可以造成族群內以遺傳進行競爭，可解釋為早期形式的天擇

## 自催化反應實例
- Tin pest（英语：Tin pest）
- Reaction of Permanganate with Oxalic Acid （页面存档备份，存于）
- 以上反應的機轉[2]
- Vinegar syndrome（英语：Vinegar syndrome）
- 血紅蛋白結合氧
- 阿司匹林自發降解為水楊酸和乙酸，使得久置於密封容器內的阿司匹林散發輕微的醋氣味。
- , 缺少（添加）催化劑，苯乙酮經溴的α-溴化

## 參與生命過程
二位研究者，Robert Ulanowicz 與 Stuart Kauffman 提出自催化反應在生命演化中扮演重要角色，且繼續構成生命結構的基本元素。

## 外部連結
- http://www.eeng.dcu.ie/~alife/bmcm9901/html-multi/ （页面存档备份，存于）
- http://arxiv.org/pdf/adap-org/9809003